# Kaniewo
Kaniewo is een plaats in het Poolse district  Włocławski, woiwodschap Koejavië-Pommeren. De plaats maakt deel uit van de gemeente Boniewo en telt 250 inwoners.